# Mas Guelo
El Mas Guelo és un mas al terme municipal de Blanes (la Selva) catalogat a l'Inventari del Patrimoni Arquitectònic de Catalunya. Es tracta d'un edifici de dues plantes i coberta de dues aigües. Els elements més interessants de la façana són les llindes, muntants i cantonades de pedra i les bigues de fusta que sobresurten a l'arrencada del teulat. Pel que fa a les obertures, la porta principal conserva l'arcada adovellada de mig punt i la finestra principal un arc conopial lobulat amb decoració d'impostes. Les altres obertures són motllurades. Existeix un sòcol de pedra de mig metre i diversos bancs adossats a la façana. La llinda de la part dreta de l'entrada conté una inscripció de 1620, a més d'un escut.